# Morris Island (Antarktika)
Morris Island ist eine 11 km lange und vereiste Insel im Marshall-Archipel vor der Saunders-Küste des westantarktischen Marie-Byrd-Lands. Sie liegt 6 km westlich von Farmer Island im Sulzberger-Schelfeis.
Der United States Geological Survey kartierte sie anhand eigener Vermessungen und Luftaufnahmen der United States Navy aus den Jahren von 1959 bis 1965. Das Advisory Committee on Antarctic Names benannte sie 1966 nach Leutnant J. E. Morris von den Reservestreitkräften der US Navy, Offizier an Bord der USS Glacier bei der Erkundung dieses Küstenabschnitts zwischen 1961 und 1962.